# Floyd Patterson
Floyd Patterson (Waco, Carolina del Norte, 4 de enero de 1935-New Paltz, Nueva York, 11 de mayo de 2006) fue un boxeador estadounidense campeón mundial en la categoría peso pesado. Ganó su primer campeonato el 30 de noviembre de 1956 contra el púgil Archie Moore, título que había quedado vacante tras retirarse del boxeo el invicto Rocky Marciano (49-0).

## Infancia y carrera amateur
Nacido en una familia pobre en Waco, Carolina del Norte, Patterson fue el menor de 11 hermanos y tuvo una infancia aislada y difícil. Su familia se mudó a Brooklyn, Nueva York, donde Floyd incurrió en diversas faltas que lo llevaron, a la edad de 10 años, a un reformatorio que, según el mismo reconoció luego, le sirvió para enderezar su vida. A los 14 años empezó a boxear siendo entrenado por Cus D'Amato en su legendario gimnasio de Gramercy. Con sólo 17 años, Patterson ganó la medalla de oro en los Juegos Olímpicos de Helsinki en la categoría mediana.

## Carrera profesional
Patterson se convirtió en profesional y fue ascendiendo en los rankings. Su única derrota en esta época fue a los puntos en 8 asaltos ante el excampeón mundial semipesado Joey Maxim. Patterson se enfrentó a Archie Moore 30 de noviembre de 1956 por el título mundial de peso pesado, corona dejada vacante por el retiro de Rocky Marciano. Derrotó a Moore por KO en cinco asaltos y se convirtió en el campeón mundial más joven de la historia en la categoría con 21 años. Fue el primer medallista de oro olímpico que ganó el título pesado. 
Luego de una serie de defensas, Patterson se enfrentó a Ingemar Johansson de Suecia, en lo que para muchos fue una de las trilogías de peleas más apasionantes de la historia del boxeo. Johansson derrotó a Patterson en 1959, cuando el árbitro detuvo la pelea en el tercer asalto después que el sueco había derribado siete veces a Patterson. Johansson se convirtió en el primer campeón sueco de peso completo y el primer europeo en derrotar a un estadounidense en un combate titular desde 1933. 
Patterson se tomó el desquite y noqueó a Johansson en el quinto asalto del combate de revancha con lo que muchos historiadores del boxeo han llamado: "el mejor golpe en la historia del boxeo". Se convirtió en el primer boxeador en recuperar el título de peso pesado. Patterson desarrolló para este combate el “puñetazo de la gacela” (o gazelle punch en inglés). Este consiste en agacharse con la pierna izquierda adelantada (es decir, en posición de defensa ortodoxa), dar un  paso rápido hacia delante, y, mientras se sube la guardia, golpear la mandíbula del rival con el puño izquierdo. Para llevar a cabo dicho movimiento de forma correcta, el luchador debe tener unas piernas muy fuertes, ya que todo el peso recae en una sola pierna, además de que, al igual que en muchas otras artes marciales, se pega utilizando el tren inferior del cuerpo. Esto hace que se golpee con la fuerza de las piernas, la cadera y los brazos, de modo que el golpe será mucho más potente. Tras el golpe Johansson cayó a la lona y quedó inconsciente durante ocho minutos.
La tercera pelea entre ambos fue en 1961. Johansson derribó a Patterson pero este retuvo la corona por KO en seis asaltos. Luego de otra defensa, Patterson perdió su título en septiembre de 1962 al ser noqueado por Sonny Liston. Los dos púgiles representaban estilos opuestos. El tamaño y poder de Liston fue demasiado para la astucia y agilidad de Patterson. Al año siguiente, el 22 de julio, Patterson intentó recuperar el título en una pelea de revancha pero Liston lo volvió a noquear en el primer asalto.
Patterson se deprimió por estas derrotas pero finalmente se recuperó y comenzó a ganar combates de nuevo hasta convertirse en el retador número 1 del hombre que derrotó a Liston: Muhammad Ali. El 22 de noviembre de 1965, Patterson perdió con Ali por KOT en 12 asaltos fallando en su intento de convertirse en el primer boxeador pesado en lograr el título tres veces. Patterson se mantuvo competitivo y en 1966 derrotó al boxeador británico Henry Cooper en sólo cuatro asaltos.
En 1967, Ali fue despojado de su título por rehusar a hacer el servicio militar y se organizó una eliminatoria con 8 boxeadores para cubrir la vacante. Patterson, en su tercer y último intento de recuperar la corona de los pesos pesados perdió en 15 asaltos ante Jimmy Ellis en Suecia. Patterson continuó su carrera y llegó a derrotar al argentino Oscar Bonavena en diez asaltos en 1972. Sin embargo, una nueva derrota frente a Muhammad Ali por KO en septiembre de 1972, lo convenció de retirarse a los 37 años de edad. Patterson llevó una tranquila vida en el retiro. En sus últimos años padeció de Alzheimer y falleció finalmente por complicaciones de cáncer en la próstata.

## Registro profesional
| 55 Ganadas (40 KOs), 8 Derrotas, 1 Empates |        |                     |                            |                 |            |                                            | |
| Resultado                                  | Récord | Rival               | Método                     | Asalto - Tiempo | Fecha      | Localización                               | Título                                                                                               |
| D                                          | 55-8-1 | Muhammad Ali        | RTD(Parada por la esquina) | 7(12),3:00      | 20-09-1972 | Madison Square Garden, Nueva York, EE. UU. | Pelea por el título NABF del Peso pesado                                                             |
| G                                          | 55-7-1 | Pedro Agosto        | TKO                        | 6(10),3:00      | 14-07-1972 | Queens, EE. UU.                            | |
| G                                          | 54-7-1 | Oscar Bonavena      | UD                         | 10              | 11-02-1972 | Madison Square Garden, Nueva York, EE. UU. | |
| G                                          | 53-7-1 | Charlie Harris      | KO                         | 6(10),2:31      | 23-11-1971 | Portland, EE. UU.                          | |
| G                                          | 52-7-1 | Vic Brown           | UD                         | 10              | 21-08-1971 | búfalo, EE. UU.                            | |
| G                                          | 51-7-1 | Charley Cortés      | UD                         | 10              | 17-07-1971 | Erie, EE. UU.                              | |
| G                                          | 50-7-1 | Terry Daniels       | UD                         | 10              | 26-05-1971 | Cleveland, EE. UU.                         | |
| G                                          | 49-7-1 | Roger Russell       | TKO                        | 9(10),1:29      | 29-03-1971 | Filadelfia, EE. UU.                        | |
| G                                          | 48-7-1 | Levi Forte          | TKO                        | 2(10),2:20      | 15-01-1971 | Miami Beach, EE. UU.                       | |
| G                                          | 47-7-1 | Charley Green       | KO                         | 10(10),1:57     | 15-09-1970 | Madison Square Garden, Nueva York, EE. UU. | |
| D                                          | 46-7-1 | Jimmy Ellis         | UD                         | 15              | 14-09-1968 | Estocolmo, Suecia                          | Pelea por el título Mundial del Peso pesado                                                          |
| D                                          | 46-6-1 | Jerry Quarry        | MD(Decisión mayoritaria)   | 12              | 28-10-1967 | Los Ángeles, EE. UU.                       | Eliminatoria por el título Mundial del Peso pesado                                                   |
| E                                          | 46–5–1 | Jerry Quarry        | Decisión                   | 10              | 09-06-1967 | Los Ángeles, EE. UU.                       | |
| G                                          | 46-5   | Bill McMurray       | KO                         | 1(10),2:37      | 30-03-1967 | Pittsburgh, EE. UU.                        | |
| G                                          | 45-5   | Willie Johnson      | KO                         | 3(10),2:05      | 13-02-1967 | Miami Beach, EE. UU.                       | |
| G                                          | 44-5   | Henry Cooper        | KO                         | 4(10),2:10      | 20-09-1966 | Wembley, Reino Unido                       | |
| D                                          | 43-5   | Muhammad Ali        | TKO                        | 12(15),2:18     | 22-11-1965 | Las Vegas, EE. UU.                         | Pelea por el título Mundial del Peso pesado                                                          |
| G                                          | 43-4   | Tod Herring         | TKO                        | 3(10),0:40      | 14-05-1965 | Estocolmo, Suecia                          | |
| G                                          | 42-4   | George Chuvalo      | UD                         | 12              | 01-02-1965 | Madison Square Garden, Nueva York, EE. UU. | |
| G                                          | 41-4   | Charlie Powell      | KO                         | 6(10),1:21      | 12-12-1964 | San Juan, Puerto Rico                      | |
| G                                          | 40-4   | Eddie Machen        | UD                         | 12              | 05-07-1964 | Solna, Suecia                              | |
| G                                          | 39-4   | Santo Amonti        | TKO                        | 8(10),2:25      | 06-01-1964 | Estocolmo, Suecia                          | |
| D                                          | 38-4   | Sonny Liston        | KO                         | 1(15),2:10      | 22-07-1963 | Las Vegas, EE. UU.                         | Pelea por el título mundial del Peso pesado                                                          |
| D                                          | 38-3   | Sonny Liston        | KO                         | 1(15),2:06      | 25-09-1962 | Chicago, EE. UU.                           | Pierde el título mundial del Peso pesado                                                             |
| G                                          | 38-2   | Tom McNeeley        | KO                         | 4(15),2:45      | 04-12-1961 | Toronto, Canadá                            | Retiene el título mundial del Peso pesado                                                            |
| G                                          | 37-2   | Ingemar Johansson   | KO                         | 6(15),2:45      | 13-03-1961 | Miami Beach, EE. UU.                       | Retiene el título mundial del Peso pesado                                                            |
| G                                          | 36-2   | Ingemar Johansson   | KO                         | 5(15),1:51      | 20-06-1960 | Nueva York, EE. UU.                        | Gana el título mundial del Peso pesado                                                               |
| D                                          | 35-2   | Ingemar Johansson   | TKO                        | 3(15),2:03      | 26-06-1959 | Bronx, EE. UU.                             | Pierde el título mundial del Peso pesado,(Patterson Cayo 7 veces antes de que se detuviera la pelea) |
| G                                          | 35-1   | Brian London        | KO                         | 11(15),0:51     | 01-05-1959 | Indianápolis, EE. UU.                      | Retiene el título mundial del Peso pesado                                                            |
| G                                          | 34-1   | Roy Harris          | RTD(Parada por la esquina) | 12(15)          | 18-08-1958 | Los Ángeles, EE. UU.                       | Retiene el título mundial del Peso pesado                                                            |
| G                                          | 33-1   | Peter Rademacher    | KO                         | 6(15),2:57      | 22-08-1957 | Seattle, EE. UU.                           | Retiene el título mundial del Peso pesado                                                            |
| G                                          | 32-1   | Tommy Jackson       | TKO                        | 10(15),1:52     | 29-07-1957 | Polo Grounds, Nueva York, EE. UU.          | Retiene el título mundial del Peso pesado                                                            |
| G                                          | 31-1   | Archie Moore        | KO                         | 5(15),2:27      | 30-11-1956 | Chicago, EE. UU.                           | Gana el título mundial vacante del Peso pesado                                                       |
| G                                          | 30-1   | Tommy Jackson       | UD                         | 12              | 08-06-1956 | Madison Square Garden, Nueva York, EE. UU. | Eliminatoria por el título mundial del Peso pesado                                                   |
| G                                          | 29-1   | Alvin Williams      | KO                         | 3(10),1:58      | 10-04-1956 | Kansas City, EE. UU.                       | |
| G                                          | 28-1   | Jimmy Walls         | TKO                        | 2(10),2:29      | 12-03-1956 | Nueva Gran Bretaña, EE. UU.                | |
| G                                          | 27-1   | Jimmy Slade         | TKO                        | 7(10),2:05      | 08-12-1955 | Los Ángeles, EE. UU.                       | |
| G                                          | 26-1   | Calvin Brad         | KO                         | 1(10),2:58      | 13-10-1955 | Los Ángeles, EE. UU.                       | |
| G                                          | 25-1   | Dave Whitlock       | KO                         | 3(10),0:52      | 29-09-1955 | San Francisco, EE. UU.                     | |
| G                                          | 24-1   | Alvin Williams      | TKO                        | 8(10),2:28      | 08-09-1955 | Moncton, Canadá                            | |
| G                                          | 23-1   | Archie McBride      | KO                         | 7(10),1:46      | 06-07-1955 | Nueva York, EE. UU.                        | |
| G                                          | 22-1   | Yvon Durelle        | RTD(Parada por la esquina) | 5(10)           | 23-06-1955 | Newcastle, Canadá                          | |
| G                                          | 21-1   | Esau Ferdinand      | TKO                        | 10(10),2:49     | 17-03-1955 | Oakland, EE. UU.                           | |
| G                                          | 20-1   | Don Grant           | TKO                        | 5(10),1:13      | 17-01-1955 | Brooklyn, EE. UU.                          | |
| G                                          | 19-1   | Willie Troy         | RTD(Parada por la esquina) | 5(8),3:00       | 07-01-1955 | Nueva York, EE. UU.                        | |
| G                                          | 18-1   | Jimmy Slade         | UD                         | 8               | 19-11-1954 | Nueva York, EE. UU.                        | |
| G                                          | 17-1   | Joe Gannon          | UD                         | 8               | 22-10-1954 | Nueva York, EE. UU.                        | |
| G                                          | 16-1   | Esau Ferdinand      | UD                         | 8               | 11-10-1954 | Nueva York, EE. UU.                        | |
| G                                          | 15-1   | Tommy Harrison      | TKO                        | 1(8), 1:29      | 02-08-1954 | Brooklyn, EE. UU.                          | |
| G                                          | 14-1   | Jacques Royer Crecy | TKO                        | 7,(8)           | 12-07-1954 | Nueva York, EE. UU.                        | |
| D                                          | 13-1   | Joey Maxim          | UD                         | 8               | 07-06-1954 | Brooklyn, EE. UU.                          | |
| G                                          | 13-0   | Jesse Turner        | UD                         | 8               | 10-05-1954 | Brooklyn, EE. UU.                          | |
| G                                          | 12-0   | Alvin Williams      | UD                         | 8               | 19-04-1954 | Brooklyn, EE. UU.                          | |
| G                                          | 11-0   | Sammy Brown         | TKO                        | 2(10),1:40      | 30-03-1954 | Arena de Turner, Washington, EE. UU.       | |
| G                                          | 10-0   | Yvon Durelle        | UD                         | 8               | 15-02-1954 | Brooklyn, EE. UU.                          | |
| G                                          | 9-0    | Dick Wagner         | TKO                        | 5(8),2:29       | 19-10-1953 | Brooklyn, EE. UU.                          | |
| G                                          | 8-0    | Wes Bascom          | UD                         | 8               | 19-10-1953 | Brooklyn, EE. UU.                          | |
| G                                          | 7-0    | Gordon Wallace      | TKO                        | 3(8),0:52       | 01-06-1953 | Brooklyn, EE. UU.                          | |
| G                                          | 6-0    | Dick Wagner         | UD                         | 8               | 13-04-1953 | Brooklyn, EE. UU.                          | |
| G                                          | 5-0    | Chester Mieszala    | TKO                        | 5(6), 1:25      | 28-01-1953 | Estadio de Chicago, Chicago, EE. UU.       | |
| G                                          | 4-0    | Lalu Sabotin        | TKO                        | 5(8), 1:30      | 29-12-1952 | Brooklyn, EE. UU.                          | |
| G                                          | 3-0    | Lester Jackson      | TKO                        | 3(6), 1:26      | 31-10-1952 | Madison Square Garden, Nueva York, EE. UU. | |
| G                                          | 2-0    | Sammy Walker        | TKO                        | 2(6), 0:47      | 06-10-1952 | Brooklyn, EE. UU.                          | |
| G                                          | 1-0    | Eddie Godbold       | TKO                        | 4(6),2:39       | 12-09-1952 | Nueva York, EE. UU.                        | Debut Profesional                                                                                    |